# Johann Meyer (Stückgießer)
Johann Meyer (geboren vor 1740 in Nürnberg; gestorben 10. Oktober 1788 in Celle) war ein deutscher Rotgießer, Erfinder und erfolgreicher Stückgießer. Als letzter Celler Kanonengießer brachte er die landesherrliche Stückgießerei in der Celler Kanonenstraße zu hoher Blüte.

## Leben
Johann Meyer erlernte in seiner Geburtsstadt Nürnberg den Beruf des Rotgießers. Auf seiner Wanderung kam er 1740 eher zufällig in die Stadt Celle, in der er die 1745 die von Nicolaus Müller angelegte herrschaftliche Stückgießerei übernahm.
In Celle führte Meyer die in Kassel schon seit 1740 bekannte und ausgeübte Methode zur Umarbeitung von aus einem Stück gegossenen Kanonen ein: Dazu bohrte Meyer zylindrische Kernstangen aus den massiven Metallkörpern heraus, die er durch „am Boden der Kanonen“ winkelrecht abschneiden und herausziehen konnte. Nach einiger Forschung gelang es Meyer, die Methode zu verbessern und mit einer selbst erfundenen einfachen Bohrmaschine zu vervollkommnen.
Sämtliche so von Meyer in Celle geschaffenen Kanonen überstanden ihre Feuerprobe ohne Unglück; er galt nicht nur deshalb als Künstler in seinem Fach.
Während des Siebenjährigen Krieges konnte Meyer innerhalb von drei Jahren rund 80 so gestaltete größere und kleinere Geschütze liefern, die von den hannoverschen Truppen gegen das französische Militär eingesetzt wurden.
Zwischen 1758 und 1763 liefen Meyers Geschäfte so gut, dass er durchgängig 5 bis 7 Gesellen und zusätzlich 12 bis 20 Handlanger beschäftigen konnte.

## Schriften
Über seine Bohrmethoden, sowohl hinsichtlich der Kernstangenbohrung als auch in Bezug auf das Spänen der Kanonen, verfasste Johann Meyer eine Abhandlung inklusive Gebrauchsanleitung für die von ihm genutzten Instrumente.